# Mina El Toqui
El Toqui es un distrito minero ubicado en la Región de Aysén, en el sur de Chile, a 120 km al noreste de Coyhaique. Es una  mina polimetálica que produce zinc, plomo, plata y oro.

## Historia
El yacimiento fue descubierto a principios de los años 1960, pero la mina entró en funcionamiento recién en 1983. Posteriormente, en agosto de 2011, la compañía belga Nyrstar completó la adquisición de Breakwater Resources, el antiguo propietario de la minera en Chile, a través de su filial Sociedad Contractual Minera El Toqui. Esta operó la mina hasta 2019, cuando la operadora australiana Laguna Gold se declaró en quiebra voluntaria, vendiendo la operación a la Sociedad Minera Pacífico del Sur, la que inició sus operaciones en julio de 2019.

## Producción
La mina se ubica en la zona de Mañihuales, en la provincia de Coyhaique, y corresponde a una faena extractiva subterránea que, históricamente, ha producido principalmente concentrado de zinc, y desde el año 2007 produce esporádicamente concentrado de oro y plata. Consta de varios yacimientos subterráneos, una planta de chancado, molienda, concentración, espesado, lixiviación de oro y otras instalaciones de servicios generales. Como apoyo a las labores mineras tiene oficinas, campamento minero, casino y vertedero autorizado para disposición de residuos sólidos domésticos y asimilables.
La mina de El Toqui abarca un área de 1.800 km2, incluyendo los siguientes yacimientos:
- Doña Rosa, Aserradero, Mina Profunda y Altazor (zinc y oro)
- Rosa Oeste (zinc y plomo)
- San Antonio Este, Mallín-Mónica, Mallín Sur, Porvenir y Estatuas (zinc)
- Mina Concordia (zinc, plomo y plata)

En 2013, El Toqui produjo 142.200 onzas de plata, 41.900 onzas de oro, 23.100 toneladas de zinc y 1.200 toneladas de plomo. La explotación de los yacimientos se realiza en forma subterránea, a razón de 1.500 toneladas de mineral por día, y el procesamiento de los minerales se realiza a través de una planta concentradora con capacidad de 1.725 toneladas por día, que utiliza los procesos de chancado, molienda y flotación. La energía eléctrica es generada por medio de una planta hidroeléctrica (la denominada central hidroeléctrica Toqui), de una potencia de 2,0 MW y de una planta de diésel de 4 MW.